# Zwartkraagzwaluw
De zwartkraagzwaluw (Pygochelidon melanoleuca synoniem: Atticora melanoleuca) is een zangvogel uit de familie Hirundinidae (zwaluwen).

## Verspreiding en leefgebied
Deze soort komt voor in de Guyana's, zuidelijk Venezuela en amazonisch Brazilië.

## Status
De grootte van de populatie is niet gekwantificeerd maar de soort wordt omschreven als vrij algemeen maar met een versnipperde verspreiding. Op de Rode lijst van de IUCN heeft deze soort de status niet bedreigd.